# ربيعة ريحان
ربيعة ريحان (مواليد 1951)، هي كاتبة وروائية وقاصة مغربية، رئيسة المنتدى المغربى للثقافة والفنون، وهي عضو اتحاد كتاب المغرب منذ 1992، وترأست فرع الاتحاد في الرباط لسنوات، وهي عضو مؤسس للملتقى العربي للمرأة والكتابة، نشرت نصوصها القصصية بمجموعة من الصحف والمجلات مثل أنوال، و8 مارس، والاتحاد الاشتراكي، وآفاق، وأدب ونقد، والآداب (لبنان)، والسفير، وبيروت المساء، والصحافة (تونس)، والثقافة الجديدة.
تُعد روايتها «طريق الغرام» الصادرة عن دار «توبقال للنشر» في 2013، عملها الروائي الأول، حصلت على الجائزة الأولى في القصة العربية، وتُرجمت بعض أعمالها إلى اللغة الفرنسية، والإنجليزية، والإسبانية، والألمانية، والدنماركية، وأصدرت سبع مجاميع قصصية «ظلال وخلجان»، «مشارف التيـه»، «شرخ الكـلام»، «مطر المساء»، «بعض من جنون»، «أجنحة للحكي»، «كلام ناقص». وكانت «طريق الغرام» التي صدرت سنة 2013 عن دار توبقال في المغرب روايتها الوحيدة حتى الآن.
كتب الروائي حنا مينا مقدمة مجموعتها القصصية الأولى «ظلال وخلجان» جاء فيها: «لقد ولدت مع هذه المجموعة قاصّة رائعة في المغرب العربي كله، ومعها سيكون للقصة العربية القصيرة شأنٌ آخر مع قصص المرأة في الوطن العربي بأسره. هذا ليس استشفافاً، إنه اعتراف موضوعي».

## مؤلفات
صدر لها المجاميع القصصية التالية:
مجاميع قصصية
- «ظلال وخلجان»، مراكش، 1994. بتقديم الأديب حنا مينا.[6]
- «مشارف التيه»، المحمدية، مطبعة فضالة، 1996.[7]
- «شرخ الكلام»، وزارة الثقافة - سوريا، 1999.[8]
- «مطر المساء»، القاهرة، 1999، الدار المصرية اللبنانية - حاصلة على الجائزة الأولى في القصة العربية بالإمارات.[9]
- «بعض من جنون»، المغرب، دار الثقافة، 2002.[10]
- «أجنحة للحكي»، قصص، الدار البيضاء: دار الثقافة، 2006.[11]
- «كلام ناقص» (قصص قصيرة)، المناهل، 2010.[12]

### روايات
- «طريق الغرام»، رواية، دار توبقال للنشر، 2013.
- الخالة أم هاني: الحكاية وما فيها، رواية، دار العين للنشر والتوزيع، 2020.[13][14]
- بيتنا الكبير، دار العين للنشر، 2022.[15]

## جوائز
- الجائزة الأولى للإبداع النسائي في دولة الإمارات العربية المتحدة عن المجموعة القصصية «مطر المساء».[16]

## وصلات خارجية
- ربيعة ريحان تحفر في المتخيل الأنثوي المغربي المكبوت، اندبندنت عربية.